# T-Rock

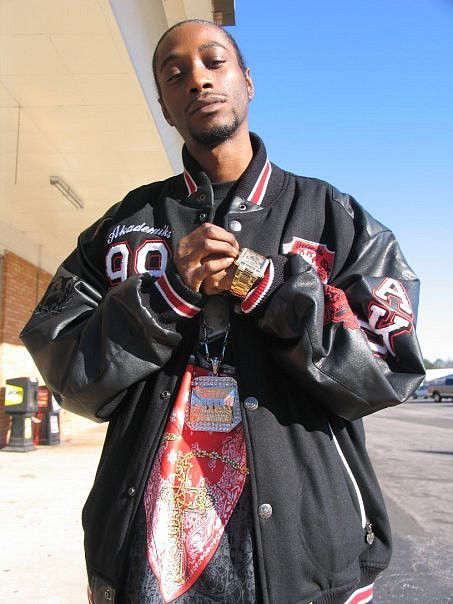
T-Rock, 2018

T-Rock (* 26. März 1981; bürgerlich Anthony Washington) ist ein US-amerikanischer Rapper aus Atlanta, Georgia. Er ist auch unter den Pseudonymen Mr. Washington, Young David und Prince of the Park bekannt. T-Rock ist ein Vertreter des Musik-Genres Memphis Rap, bei welchem Stilmittel des Gangsta-Raps verwendet werden.

## Biografie
Washington wuchs in College Park, Georgia, auf. Als Jugendlicher begann er zu rappen und konnte bereits 1996 seinen ersten Tonträger Throw Yo Neighborhood Up aufnehmen. Das Album wurde von dem Untergrund-Produzenten Brandon McKinney produziert. MC Mack entdeckte das Tape und stellte T-Rock den Three 6 Mafia Mitgliedern DJ Paul und Juicy J vor. Diese nahmen daraufhin den zu dieser Zeit siebzehnjährigen Rapper auf ihrem Label Hypnotize Minds unter Vertrag.
T-Rock blieb lediglich bis 2001 bei Hypnotize Minds. Aufgrund diverser Verschiebungen seines Debütalbums bei dem Major-Label kam es zum Streit zwischen T-Rock und DJ Paul und Juicy J. Das Album Rock Solid/4:20 wurde letztendlich 2003 von Juicy J und DJ Paul über das Label Club Memphis Music veröffentlicht. Ein Jahr zuvor hatte T-Rock bereits den Longplayer Conspiracy Theory über das Label Secret Service Inc. veröffentlicht. Die darauf enthaltene Single Mr. Big Man ist ein Disstrack gegen DJ Paul. Ein zu dem Song gedrehtes Video wurde nicht veröffentlicht. T-Rock konnte von Conspiracy Theory 20.000 Kopien verkaufen.
T-Rock gründete 2003 das Label Rock Solid Music. Auf diesem sind Hip-Hop-Musiker wie Reek, C-Mob und B.O.S.S. Minista unter Vertrag.
Des Weiteren arbeitete T-Rock bereits unter anderem mit der Three 6 Mafia, Pastor Troy, Lil Scrappy, Too $hort, Young Buck und Blokkmonsta zusammen.

## Diskografie
- 1996: Throw Yo Neighborhood Up
- 2002: Conspiracy Theory
- 2003: Rock Solid/4:20
- 2003: The Myth of Reality
- 2003: Defcon 1: Lyrical Warfare
- 2003: ATL Badboys (Kollaboalbum mit Deep South)
- 2003: Rock Solid 2003 Vol. 1
- 2003: Da Clean Up Project
- 2004: The Mr. Washington Story
- 2004: Slang & Serve
- 2005: Etched In Stone: The Lost Chronicles Vol. 1
- 2005: On da Grind: Rock Solid Edition
- 2005: Rock Solid 2003 Vol. 2
- 2006: Universal Mackin‘
- 2006: 4:20/Reincarnated: The Mixtape
- 2007: United Ghettos (Kollaboalbum mit Smoky)
- 2007: Da Kush
- 2008: Vendetta (Kollaboalbum mit Mr.Sche)
- 2008: Roaches N Da Ashtray (Mixtape)
- 2008: On the Grind
- 2009: The Burning Book Chapter I (War Wounds)
- 2010: The Burning Book Chapter II (Life Lessons)
- 2011: I Grind, I Hustle
- 2013: Papers-Vol. 1